# Supercopa da Itália de 2008
A Supercopa da Itália de 2008 ou Supercoppa Italiana 2008 foi a 21ª edição da Supercopa da Itália que, para muitos, abre a temporada 2008–09 do futebol italiano. Assim como em todas as edições, a competição foi disputada em partida única entre a campeã do Campeonato Italiano (Internazionale) e a campeã da Copa da Itália (Roma), ambas na temporada 2007–08.
A partida ocorreu no Estádio Giuseppe Meazza, em Milão.

## Final

### Partida única
| 24 de agosto de 2008 | Internazionale              | 2 – 2 (pro) | Roma                         | Estádio Giuseppe Meazza, Milão |
|                      | Muntari 18' · Balotelli 84' |             | 60' De Rossi · 90+1' Vučinić | Árbitro: Massimiliano Saccani  |

|                                                                   |       | Penalidades                                                 |  |
| Ibrahimović Balotelli Stanković Maxwell Cambiasso Jiménez Zanetti | 6 – 5 | Vučinić Júlio Baptista De Rossi Cassetti Totti Pizarro Juan |  |

## Campeão
| Supercopa da Itália de 2008 |
| Itália                      |
| --------------------------- |
| Internazionale (4º título)  |